# オーブリー・デ・グレイ

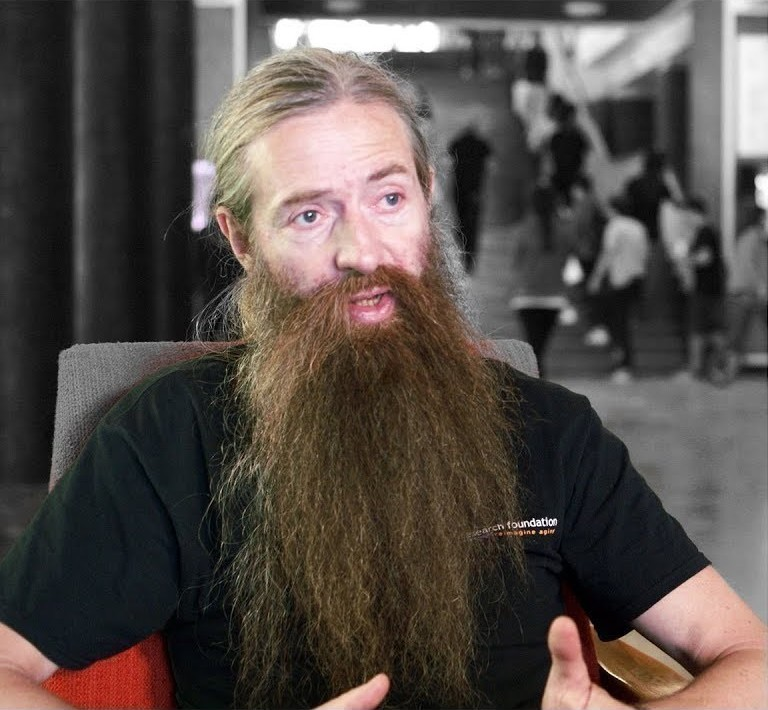

オーブリー・デ・グレイ（Aubrey de grey、1963年4月20日 - ）はイギリスの計算機科学者、老年学者、著述家。SENS研究財団（英語版）主任研究員 。ケンブリッジ大学Ph.D.。

## グレイによる主張
老化は代謝の結果生じるdamageの蓄積である。代謝の過程は理解が現状すすんでいないがdamageに関しては分子レベル、細胞レベルで科学的に解明されている。そのdamageは大きく分けて7つのタイプに分類される。この7つのdamageを修復することで若返りが可能となる。
趣味はリバーシ。リバーシの考え方を数学のグラフ理論に持ち込み、未解決問題を解いたことがある。

## 論争・告発
- 2021年8月、Celine HaliouaとLaura Demingによる性的不適切行為の告発を受け、独立調査実施と同時にSENS研究財団から停職処分を受けた[3]。
- 独立調査により不適切発言が確認されたが、最終的に性的捕食者とは認定されなかった[4]。